# Crimini del cuore (film)
Crimini del cuore è un film di Bruce Beresford del 1986, basato sulla commedia teatrale Crimini del cuore.

## Trama
Le tre sorelle Magrath, Lenny, Meg e Babe, con personalità molto diverse, si riuniscono presso la casa di famiglia a Hazlehurst, Mississippi, dove vive Lenny, la più grande, con il vecchio nonno. La più giovane di loro, Babe, ha sparato al marito. La sorella più grande, Lenny, si prende cura del loro nonno e si sta trasformando in una zitella, mentre Meg, la cui carriera di cantante ad Hollywood terminò bruscamente dopo un esaurimento nervoso, ha avuto una vita selvaggia, piena di molti uomini. Il loro arrivo porterà molta gioia, ma anche molte tensioni, rancori sopiti, vecchi ricordi ed eventi drammatici.

## Riconoscimenti
- 1987 - Premio Oscar
  - Candidatura a Miglior attrice protagonista a Sissy Spacek
  - Candidatura a Miglior attrice non protagonista a Tess Harper
  - Candidatura a Miglior sceneggiatura non originale a Beth Henley
- 1987 - Golden Globe
  - Miglior attrice in un film commedia o musicale a Sissy Spacek
  - Candidatura a Miglior film commedia o musicale
- 1986 - New York Film Critics Circle Award
  - Miglior attrice protagonista a Sissy Spacek
- 1987 - Kansas City Film Critics Circle Award
  - Miglior attrice protagonista a Sissy Spacek